# U-dal

Bildandet av en U-dal. 1. Ursprunglig V-dal. 2. Glacialt bildad profil.

U-dal eller trågdal är en bred dalgång med jämn botten och där dalens tvärsnitt påminner om bokstaven U.
U-dalar bildas av glaciärer som vidgar befintliga V-dalar eller när flera glaciärer tar sig nedför bergssluttningar. När glaciären smälter lämnar den, på botten av U-dalen, alla de stenar och det grus den tidigare plockat upp och transporterat inom sig. Inte sällan har U-dalar olika branta sidor, då erosionen har skett osymmetriskt eller då olika bergarter på sidorna kan vara olika motståndskraftiga.
Exempel på U-dalar finns i bergsområden som Alperna, Himalaya, Anderna, Klippiga bergen, skotska högländerna och i länder som Sverige, Norge, Nya Zeeland och Kanada. I Sverige är Lapporten vid Abisko berömd.

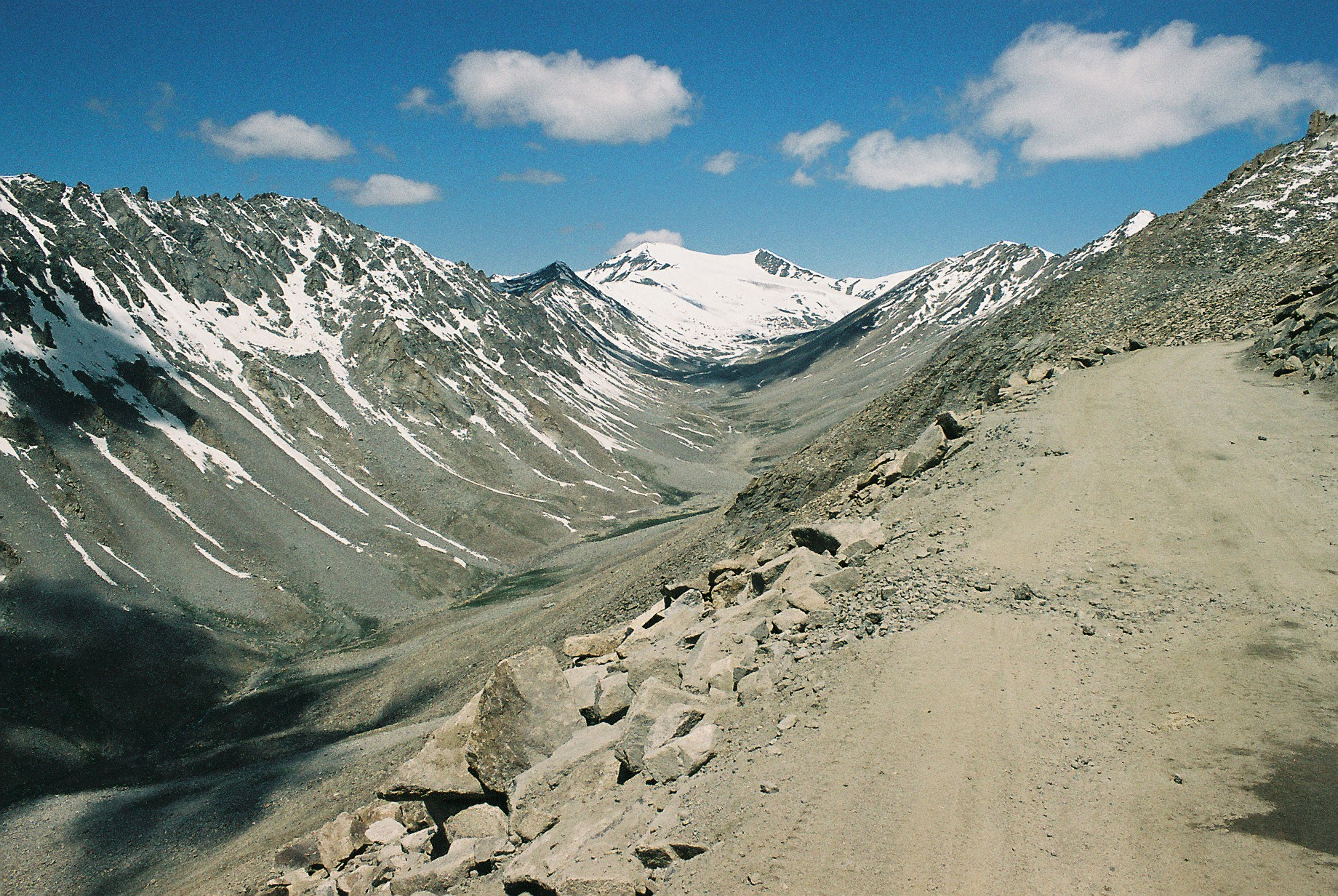
U-formad dal i Lehdalen, Ladakh i nordvästra indiska Himalaya
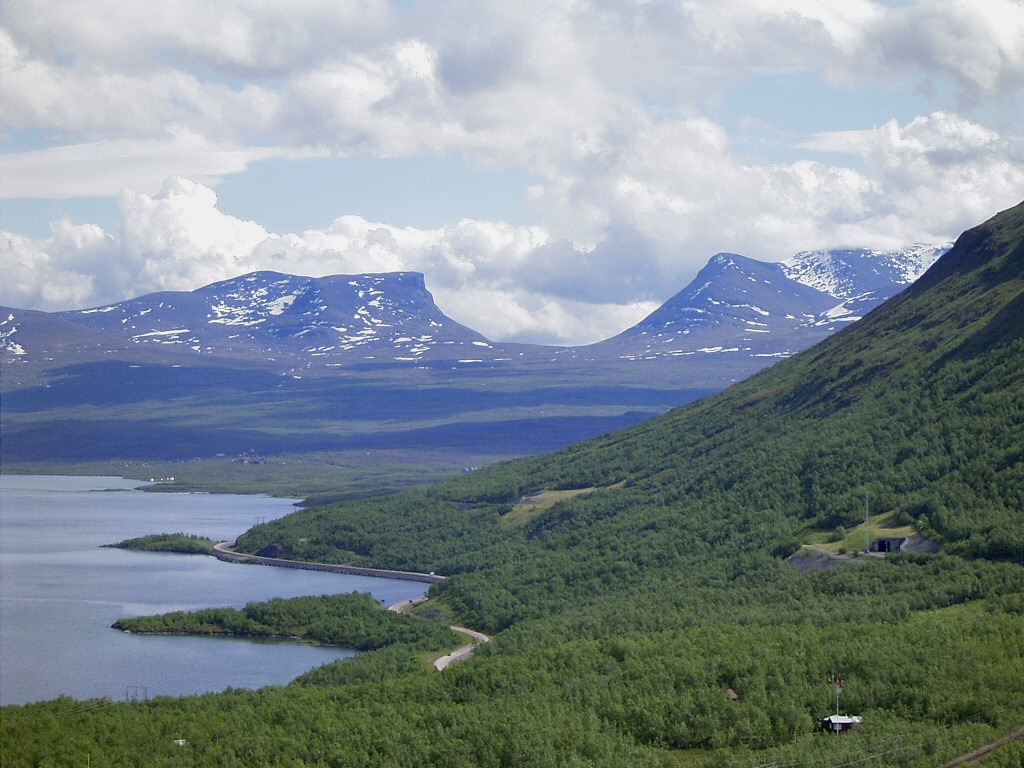
Lapporten, Sverige
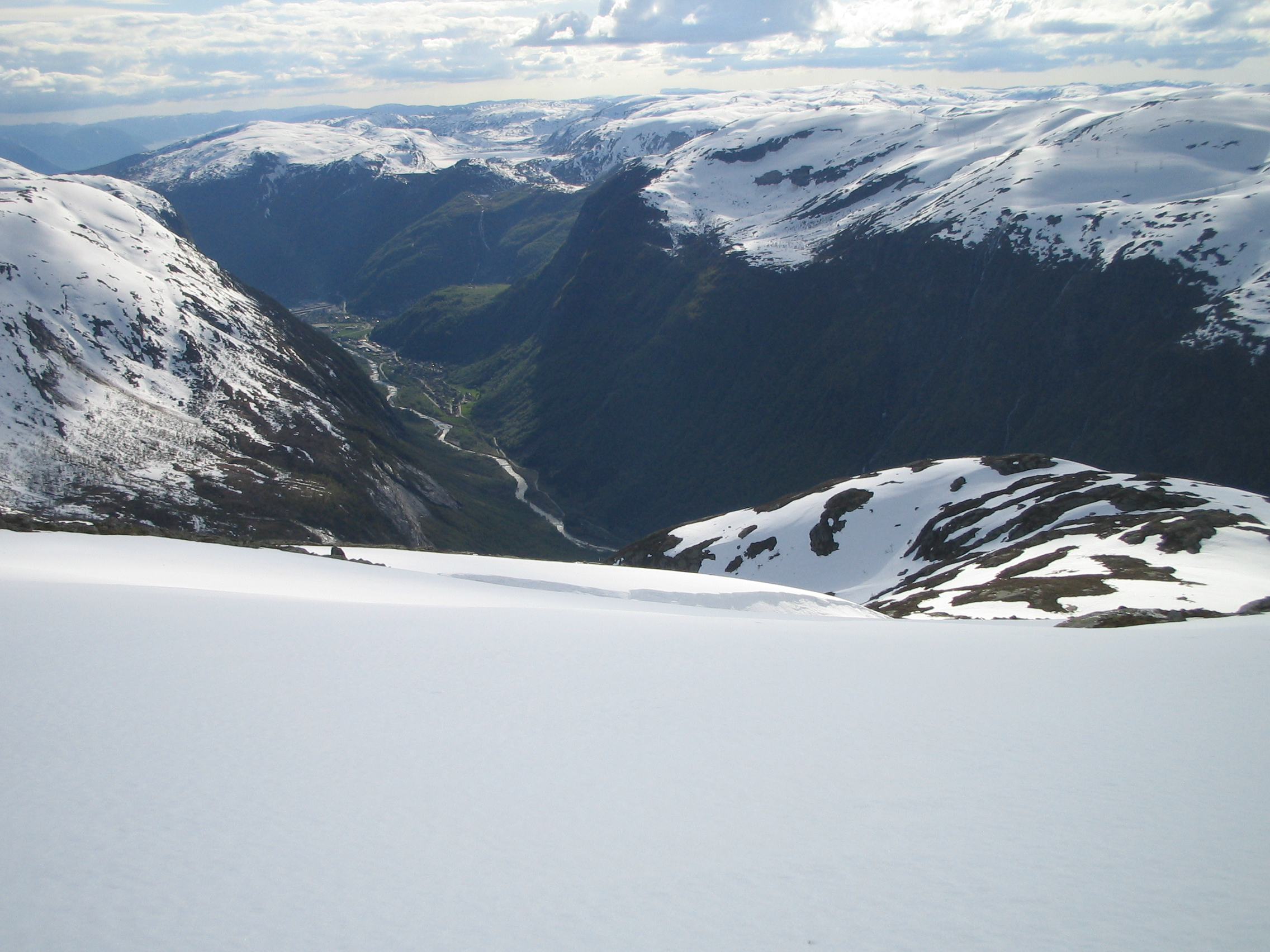
Høyanger, Norge
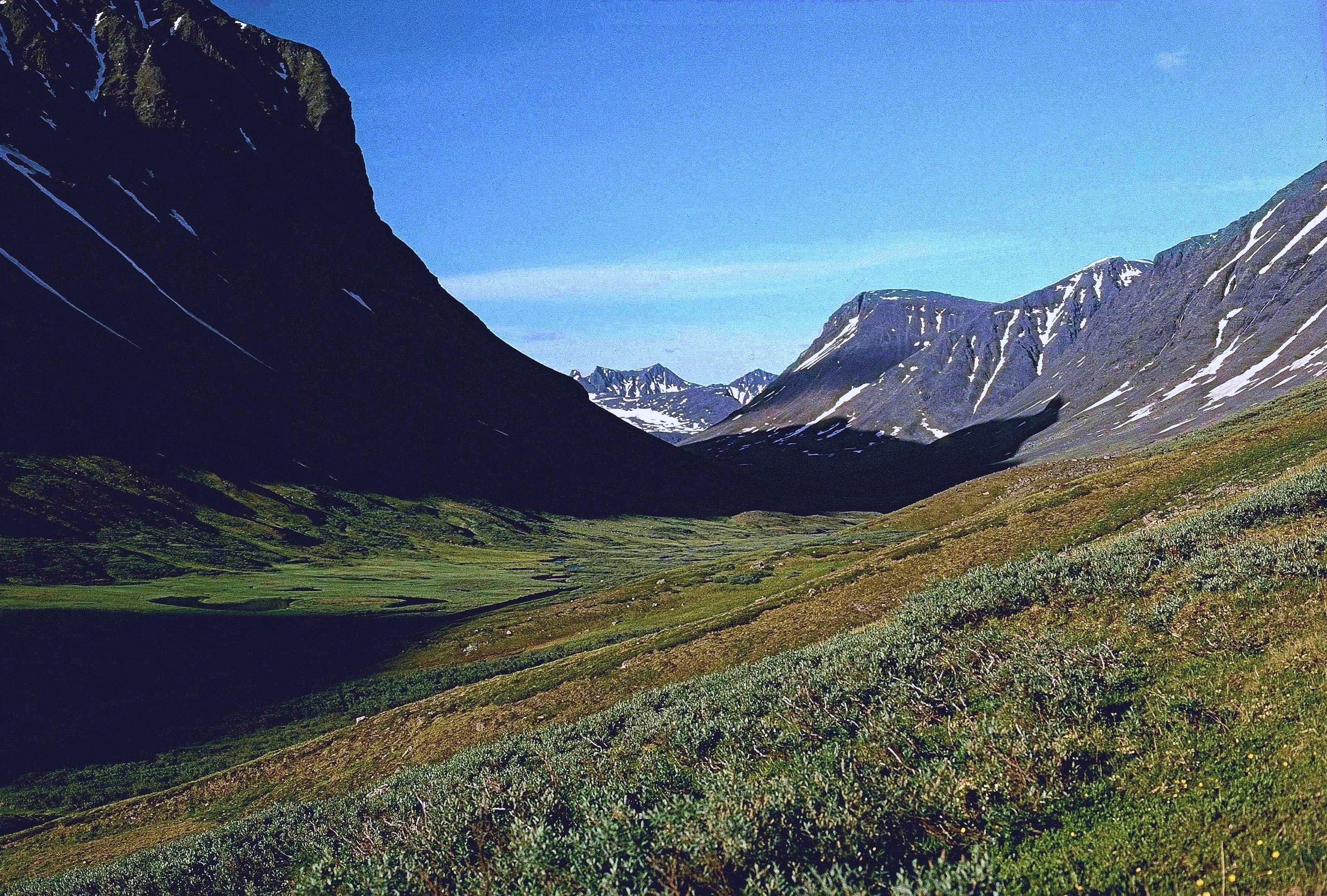
Alggavagge, Sverige, Sareks nationalpark